# Leonardo Basile
Leonardo Basile (Nápoles, 12 de mayo de 1983) es un deportista italiano que compitió en taekwondo. Ganó una medalla de bronce en el Campeonato Mundial de Taekwondo de 2005 y cuatro medallas en el Campeonato Europeo de Taekwondo entre los años 2006 y 2014.

## Palmarés internacional
| Campeonato Mundial | Campeonato Mundial       | Campeonato Mundial | Campeonato Mundial |
| Año                | Lugar                    | Medalla            | Categoría          |
| ------------------ | ------------------------ | ------------------ | ------------------ |
| 2005               | Madrid (España)          | Medalla de bronce  | +84 kg             |
| Campeonato Europeo |                          |                    |                    |
| Año                | Lugar                    | Medalla            | Categoría          |
| 2006               | Bonn (Alemania)          | Medalla de bronce  | +84 kg             |
| 2008               | Roma (Italia)            | Medalla de bronce  | +84 kg             |
| 2012               | Mánchester (Reino Unido) | Medalla de oro     | +87 kg             |
| 2014               | Bakú (Azerbaiyán)        | Medalla de bronce  | +87 kg             |